# ぱらだいすお〜しゃん
『ぱらだいすお〜しゃん』は、PIXEL MINTより2018年3月30日に発売されたアダルトゲーム。

『TECH GIAN』2021年7月号の付録として収録された。

## あらすじ
『パラダイスオーシャン号』は学費や生活費を支払うために強制労働が課せられる学園船で船上が物語の舞台になる。

## 登場人物
舞洲 栖央（まいしま すおう）
本作の主人公で漁村で生まれ育ち海に関わる仕事を希望していたが、親に反対されてパラダイスオーシャン号に乗る。
アリカ・R（ロッサ）・メアリード
声 - 花影蛍
海賊団『朱月のレヴィアス』の親分で主人公と再会する。
神戸 青（かんべ あお）
声 - 原園ひな
父親が海上保安庁の幹部でアリカを監視する建前で学園に通っているものの、学園の経営手法には辟易しており、密かに学園の改革を画策する。
リルフィリム＝ベルゲン
声 - 春乃いろは
パラダイスオーシャン号を経営する会社の代表取締役社長（代理）を務める。
白瀬 空子（しらせ くうこ）　
声 - 逢真井もこ
元は超大物のタレント。
とりの
アリカの海賊団のメンバー。
衛多宮 カヌヰ（えたみや かぬい）
主人公と同時期に入学してくる中性的な容姿の美少年。
イヴキス・ウトナシュティム
以前は客として乗船していたが今では乗務員として働いている。

## 主題歌
オープニングテーマ「Ocean Topaz」
作詞 - 佐倉紗織・a.k.a.dRESS / 作曲・編曲 - a.k.a.dRESS / 歌 - 佐倉紗織

## 制作スタッフ
- 原画 - 洗面きぬ子
- シナリオ - しげた
- 制作 - PIXEL MINT